# Algirdas Šemeta
Algirdas Šemeta (* 23. dubna 1962, Vilnius, Sovětský svaz, dnes Litva) je litevský a evropský politik, od 8. února 2010 a komisař pro zdanění a celní unii, audit a boj s podvody Evropské komise vedené Josém Barrosem.
Od července 2009 do února 2010 působil jako evropský komisař pro finanční plánování a rozpočet.